# جبريل ماركيز
جبريل ماركيز (بالإنجليزية: Gabriel Silva Marques)‏ هو اقتصادي أمريكي، ولد في 1983 في مينيولا في الولايات المتحدة.